# Claude Gronfier
 (août 2020).
Claude Gronfier est un chronobiologiste et neurobiologiste français. Après un doctorat à l'université Louis Pasteur à Strasbourg, il est chercheur postdoctoral à l’École de médecine de Harvard, et depuis 2003, chercheur à l’Institut national de la santé et de la recherche médicale (Inserm) à Lyon . Son domaine de recherche concerne la chronobiologie, et plus spécifiquement la synchronisation de l'horloge circadienne par la lumière, et le traitement d’anomalies du cycle circadien par des approches non-visuelles (photothérapie). Il est aussi l’auteur de plusieurs ouvrages, dont deux livres grand public traitant de la chronobiologie.

## Éducation
Claude Gronfier est né en Saône-et-Loire en France[réf. nécessaire]. Après des études universitaires à Dijon, il obtient son doctorat en neuroscience en 1998 à l’université Louis Pasteur à Strasbourg, où il rédige sa thèse sur la « sécrétion pulsatile des hormones antéhypophysaires et corticosurrénaliennes et leurs relations avec l'activité électroencéphalographique au cours du sommeil chez l'homme ». En 1999, il rejoint l’équipe du docteur Charles Czeisler, chercheur en médecine du sommeil, à l’École de médecine de Harvard, où il a travaillé sur la mise au point des techniques de synchronisation de l’horloge biologique par la lumière pour traiter les troubles du sommeil et les rythmes circadiens chez les astronautes partant en missions spatiales de longues durées. Il a également dirigé l’Unité de Sommeil-Recherche à l'Université de Harvard. Cette formation lui a permis de rejoindre, depuis 2003, l'Institut national de la santé et de la recherche médicale, où il poursuit ses recherches sur les mécanismes impliqués dans la synchronisation des rythmes circadiens pour traiter les troubles du sommeil[source secondaire souhaitée]. Il a été membre du conseil scientifique de la Société européenne de recherche sur le sommeil (ESRS) de la Société française de recherche et de médecine du sommeil, et il est actuellement administrateur de l'Institut national du sommeil et de la vigilance et vice-président de la Société francophone de chronobiologie (SFC). 

## Recherches
Claude Gronfier a participé à plus de 140 travaux de recherches au cours de sa carrière . Il a dirigé trois thèses et il a été le rapporteur de sept thèses dans le domaine du sommeil et des rythmes circadiens.
Ses recherches les plus citées en collaboration avec plusieurs autres chercheurs traitent de la différence de la période de l’horloge endogène d’environ 24h entre les hommes et les femmes, l'influence de la privation de sommeil et du changement du rythme circadien endogène sur le niveau de cortisol et la quantité des protéines pro-inflammatoire et anti-inflammatoire, l'entraînement de l’horloge circadienne chez l’humain pour une durée de plus de 24h  et l'influence du sommeil et de la température corporelle sur la variation circadienne et ultradienne de la concentration de leptine chez des hommes sains sous une nutrition entérale .

### Projets en cours
Claude Gronfier travaille actuellement[Quand ?] sur divers projets relatifs à la description des propriétés et des voies de réponses de la mélanopsine chez l'humain, aux impacts de l’altération des photorécepteurs sur le fonctionnement et la synchronisation de l’horloge rétinienne et centrale, au rôle de la synchronisation de la lumière sur les rythmes circadiens et le sommeil chez l’humain (effet de l’âge et des pathologies rétiniennes) et aux mécanismes impliqués dans les effets non-visuels de la lumière.

## Ouvrages
- Joëlle Adrien et Sylvie Royant-Parola, Les mécanismes du sommeil, Paris, Éd. le Pommier, 2013, 177 p. (ISBN 978-2-7465-0676-3 et 2-7465-0676-9, OCLC 852238452).
- Laurent Chneiweiss, En finir avec le blues de l'hiver : surmonter la dépression saisonnière et les troubles du rythme veille-sommeil grâce à la photothérapie, Paris, Marabout, 2014, 239 p. (ISBN 978-2-501-09605-8 et 2-501-09605-3, OCLC 899366662).
- Évaluation des risques sanitaires liés au travail de nuit, Agence nationale de sécurité sanitaire alimentation, environnement, travail (ANSES), 2016, 408 p. (lire en ligne [PDF]).
- Effets sur la santé humaine et sur l’environnement (faune et flore) des diodes électroluminescentes (LED), Agence nationale de sécurité sanitaire alimentation, environnement, travail (ANSES), 2019 (lire en ligne [PDF]).

Il est aussi l'auteur rapports d'expertise et de consultations pour le ministère de la Santé, le ministère du Travail et pour la Haute autorité de santé.